# Collserola

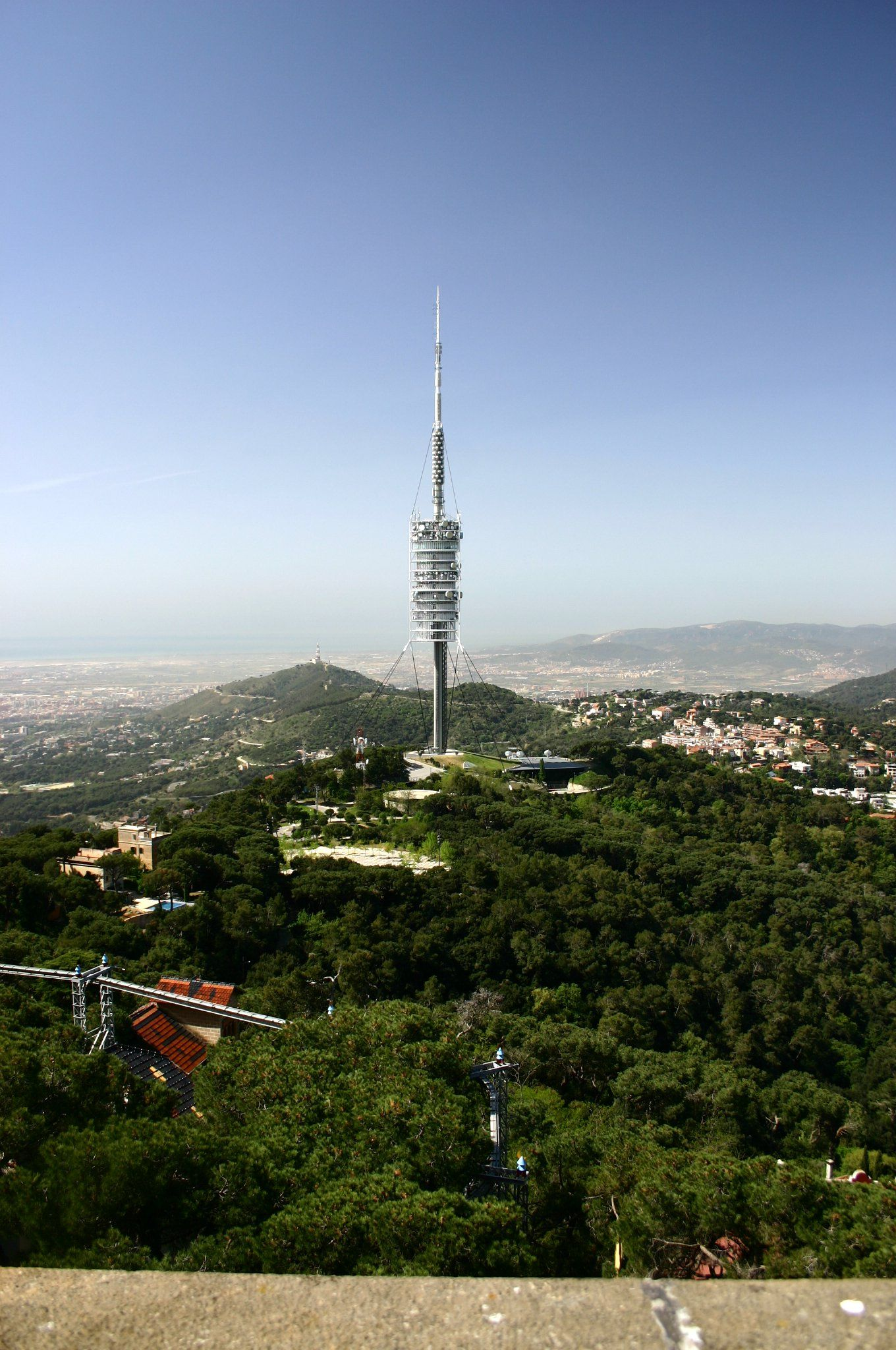
Torre de Collserola

La Serra di Collserola, o semplicemente Collserola, fa parte della serie di rilievi litorali compresi tra i fiumi Besòs e Llobregat, con una superficie di circa 11000 ettari. 
La catena separa la piana di Barcellona dalla regione del Vallès e nel suo punto più alto, la cima del Tibidabo, misura 512 metri sul livello del mare.
Al suo interno sono presenti diversi tipi di ambienti naturali mediterranei, prevalentemente boschivi (pinete) che accolgono una fauna variegata, rappresentativa di quasi tutte le specie tipicamente mediterranee.

## Terreno
Il substrato è prevalentemente silicico, con l'eccezione di alcuni affioramenti calcarei come il Puig d'Olorda, sfruttato da un cementificio.

## Flora
La vegetazione più tipica è l'associazione di quercia, leccio e sughero, anche se l'alterazione antropica dovuta agli incendi e alla pastorizia hanno fatto prevalere le pinete di pino d'Aleppo. Sono inoltre presenti ambienti di macchia mediterranea.

## Fauna
Contrariamente a quanto si potrebbe pensare data la vicinanza di aree densamente urbanizzate, la fauna presente nell'area di Collserola conserva una composizione abbastanza similare a quella di aree meno disturbate dall'intervento umano. Le specie più rappresentative sono:
- Mammiferi
  - Genetta
  - Cinghiale
  - Scoiattolo comune
  - Volpe rossa
  - Donnola
  - Tasso
- Uccelli
  - Astore
  - Allocco
  - Merlo
  - Tordo bottaccio
  - Cincia dal ciuffo
  - Cinciallegra
  - Pettirosso
  - Fiorrancino
  - Capinera
  - Luì bianco
- Rettili e anfibi
  - Orbettino
  - Salamandra
  - Hyla
  - Rana
- Insetti
  - Cervo volante

## Il Parco di Collserola
Allo scopo di preservare questo spazio e la sua ricchezza biologica, nel 1987 è stato costituito il Parc de Collserola su una superficie di 8465 ha. Si tratta di uno spazio di interesse naturale ed è gestito dai nove comuni i cui territori sono compresi nel parco (Barcellona, Cerdanyola del Vallès, Esplugues de Llobregat, Molins de Rei, Montcada i Reixac, El Papiol, Sant Cugat del Vallès, Sant Feliu de Llobregat e Sant Just Desvern) e dalla Diputació de Barcelona.

## La Torre di Collserola
Dal Turó de la Vilana, a 445 m s.l.m. si eleva la Torre de Collserola, una moderna torre di telecomunicazioni inaugurata nel 1992 in occasione dei Giochi Olimpici. La società promuovente l'impresa e attuale proprietaria è la Societat Anònima Torre de Collserola. La torre si innalza per 268 metri ed è stata costruita su progetto dell'architetto inglese Norman Foster.

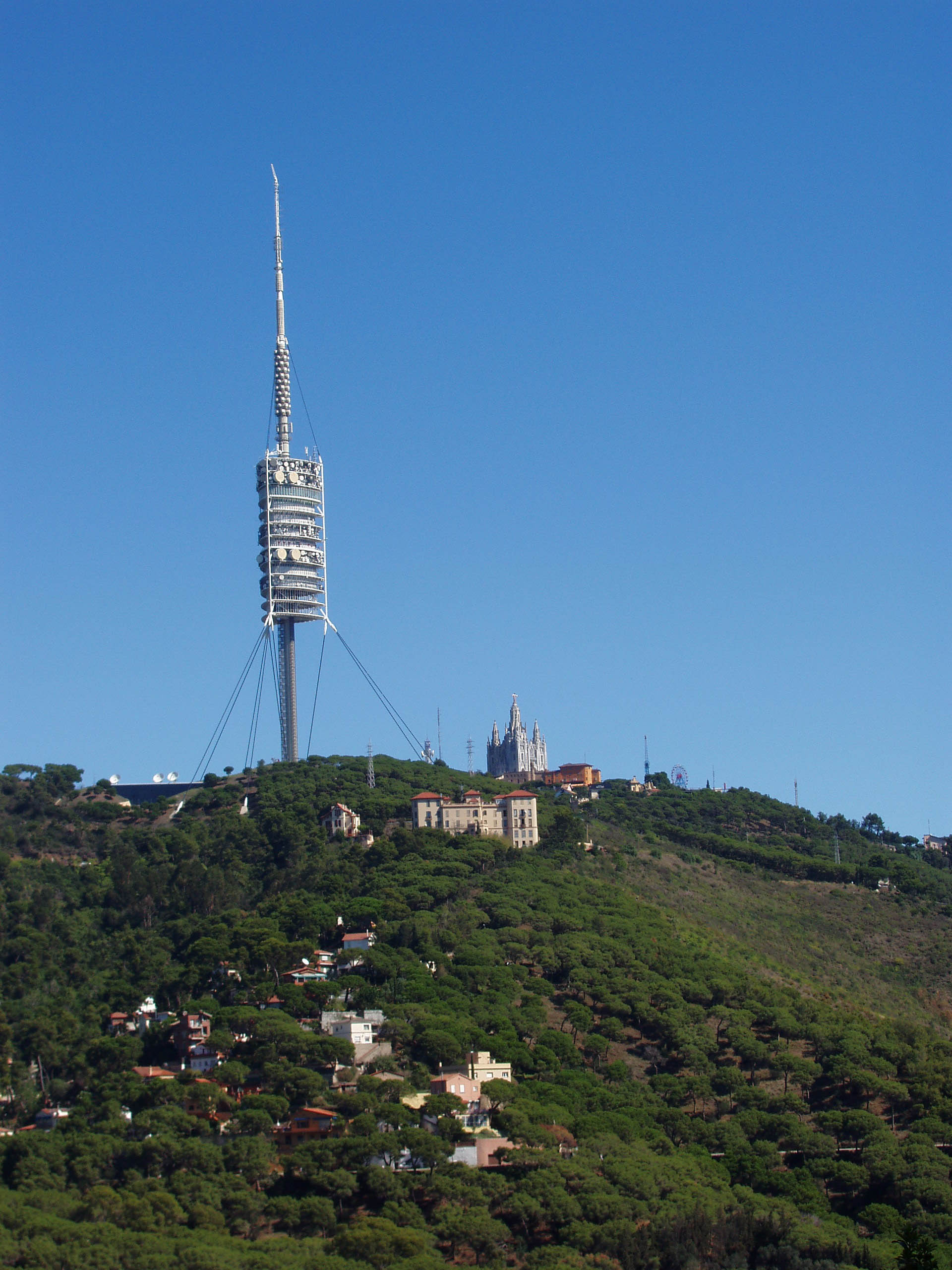
Torre di Collserola
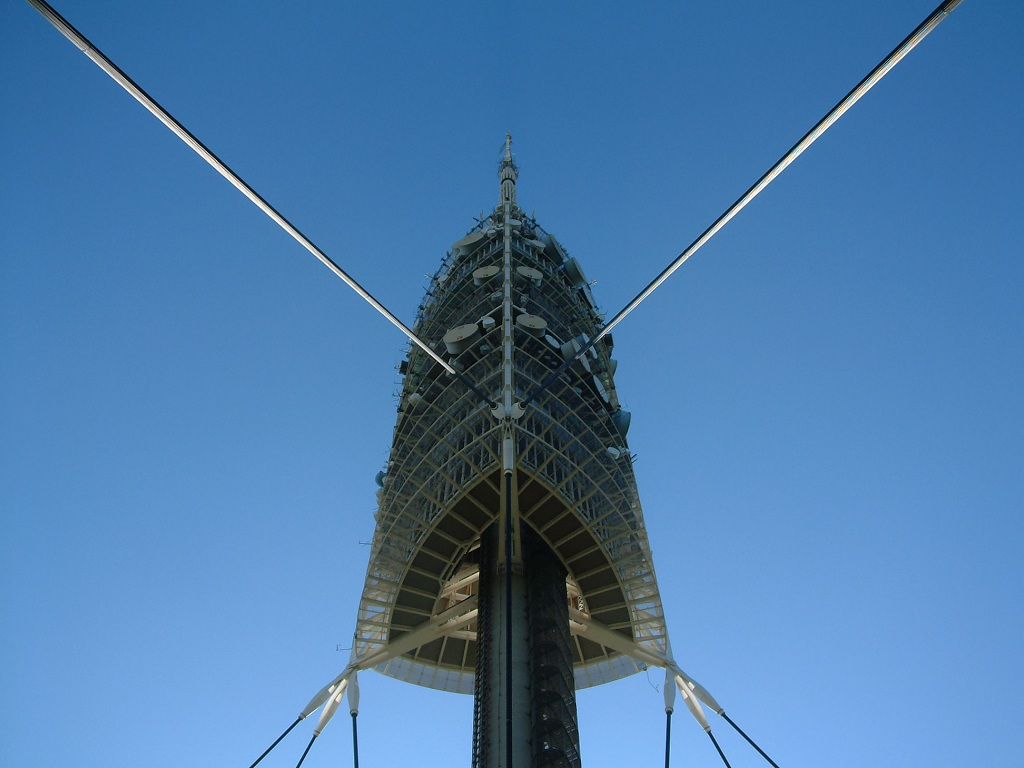
Torre di Collserola dal basso
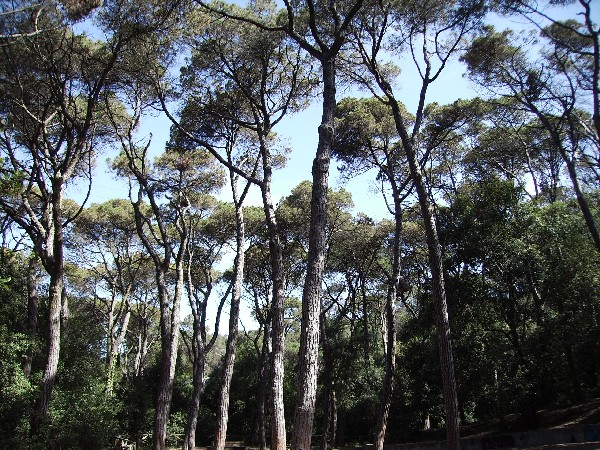
Pineta
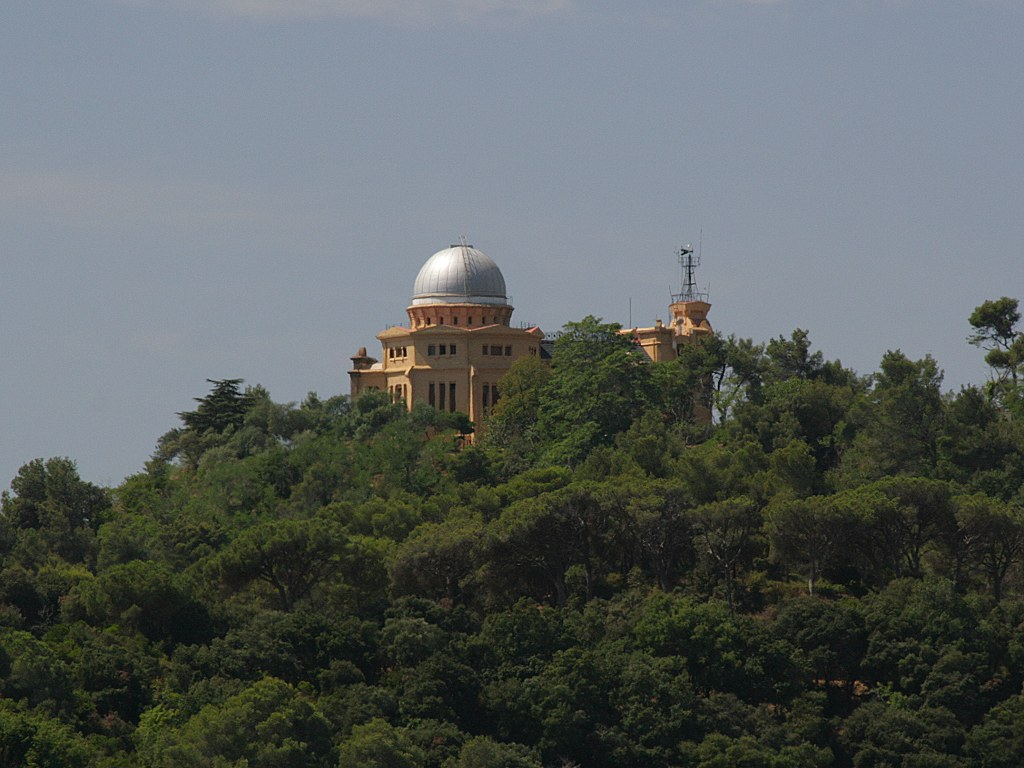
Osservatorio astronomico Fabra